# Gerard Smith
Gerard Coad Smith (4 maggio 1914 – 4 luglio 1994) è stato un diplomatico statunitense.
È stato il capo della delegazione americana ai Strategic Arms Limitation Talks (SALT) nel 1969 e il primo presidente del gruppo nordamericano della Commissione Trilaterale.  Dal 1969 al 1973 è stato Direttore della statunitense Agenzia per il Controllo delle Armi e il Disarmo (Arms Control and Disarmament Agency).